# 西子湾隧道
西子湾隧道 (せいしわんずいどう、繁体字中国語: 西子灣隧道）、または西子湾トンネルは台湾高雄市鼓山区にある防空壕跡と人道トンネル。寿山を貫いて国立中山大学と哈瑪星を結んでいる。本項ではトンネルに併設された防空壕跡についても併記する。

## 沿革

### 日本統治時代
日本統治時代の台湾で、高雄州高雄市の西子湾には海水浴場が1916年（大正5年）に開業していたが、利用客は寿山の山道を上り下りするなど不便を強いられていた(p49)。
市街地から寿山を貫き、トンネルを敷設する計画は1920年（大正9年）に浮上している(p133)。湊町で国立公園設立のために1926年計画が進展した。
1927年（昭和2年）6月17日に起工式が行われ(p136)、台湾で創業した日系建設業の海野組の施工により2か月後の8月29日に貫通した(p136)。1928年（昭和3年）10月にトンネルが完工、1933年（昭和8年）に正式供用。西子湾観光の利便性は飛躍的に向上し、飲食店や宿泊業が賑わった(p92)。高雄州知事の太田吾一により寿山洞と命名された(p57)。
多くの文献では海野組創業者の海野三次郎 (1866 - 1939) が建設中にも深く関わっているとされるが、三次郎は50歳を迎えた1916年に家業を婿養子の利作に譲っているため、着工後の関与は多くない(p57)。

### 戦後
1949年、台湾省政府交通処は高雄港からの危険物輸送で安全確保のために西子湾に専用埠頭を建設し、併せて高雄港駅から縦貫線を1.8キロメートル延伸する構想を検討した。しかし当時の車両寸法が大きすぎたため断念している(pp62-63)。
1963年4月25日に換気施設や照明などを一新する修復工事が完了した(p145)。
1980年、トンネル西側にあった西子湾動物園が閉鎖され、跡地は国立中山大学のキャンパスとなる。動物園は1986年に寿山の反対側に移転し、寿山動物園となった(pp146-147)。
1990年、市政府はトンネル修復に着手(p147)。
2004年、高雄市政府はトンネルおよび附帯する防空壕を歴史建築に指定。
2008年と2010年に中山大学により出入口にベンチ増設などの景観改善工事がなされている(p70)。

## 建築
全長260メートル、幅6メートル、高さ3.6メートル。内部は前部、中間部、後部の3つの区画で構成されており、出入口部はコンクリート素材のアーチ形状。
事前に軍部の意見聴取が行われ、意義がなく着工に至った。トンネルを含む当時の道路計画は以下の通りだった(p53)。
- 起点：高雄市湊町（運河付近）
- 終点：西仔湾
- 長さ：177間5分（トンネル139間：252.727メートル）
- 道路幅：30尺（9.09メートル）
  - トンネル幅：21尺（6.36メートル）
- 高さ：14尺（4.24メートル）
- 勾配：150分の1

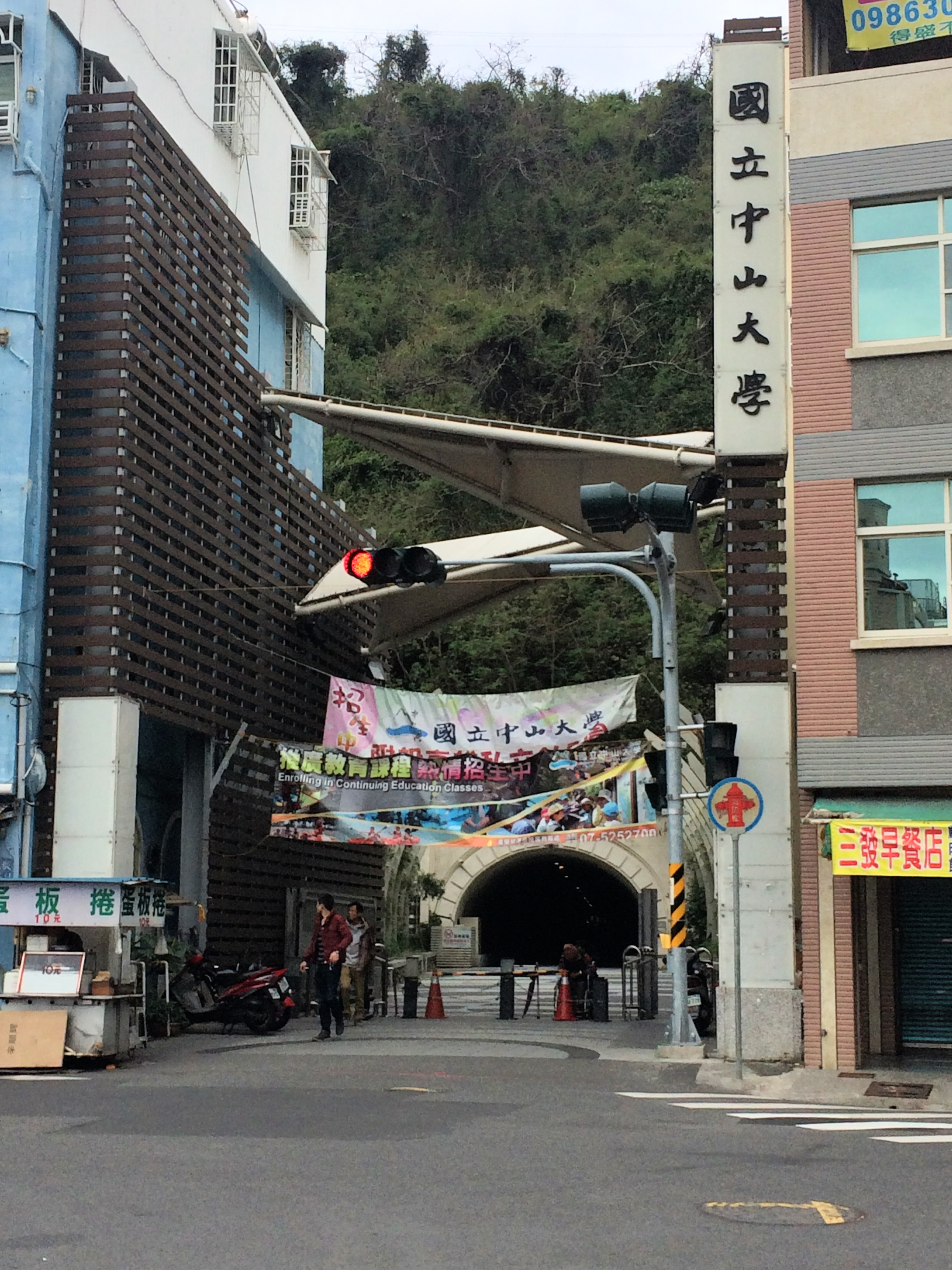
東側、大学への入口
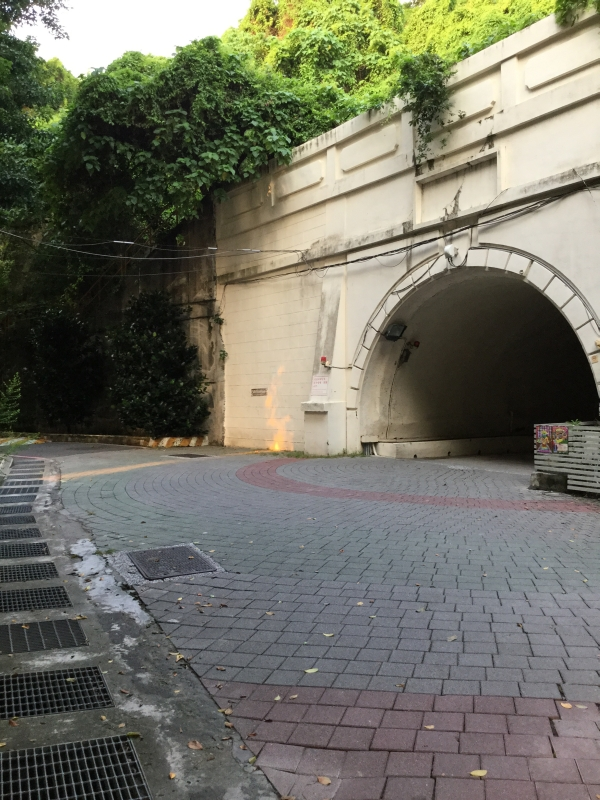
西側、大学からの入口
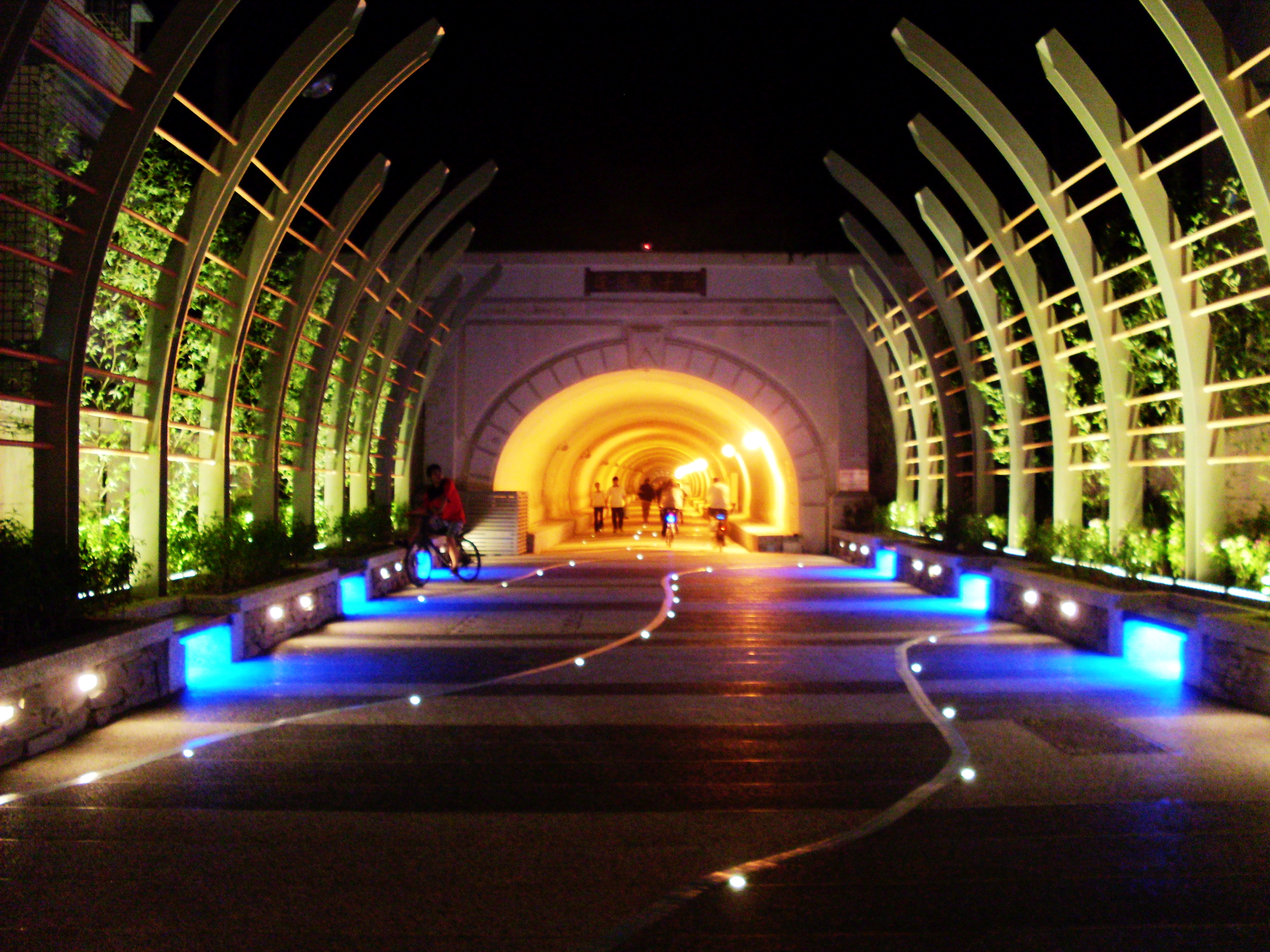
夜間ライトアップされた東側入口

### 防空壕
第二次世界大戦中はトンネル北側に防空壕が拡張された。1944年5月26日、大日本帝国海軍が米軍の空襲に備え作戦指揮機能も備えた長さ9.5メートルのコンクリート製防空壕を完成させている(p64)。トンネル本体を含めて約2,150人が収容でき、電気と水道も利用可能で、リビング、バスルームも備えられていた。
1950年以降は舟山群島でMiG戦闘機が墜落するなどで対人民解放軍で劣勢となり、防空壕は国民政府による台湾本土防衛の施設となった(p65)。
1950年から1953年の間に3,093人を収容できる規模の防空壕へと改築され、1955年時点で総延長は1,000メートルとなっていた。
その後も1958年、1967年、1972年と三度にわたって拡張が続けられた。
2017年11月11日、トンネル脇にある戦前の防空壕部分が初めて公開された。

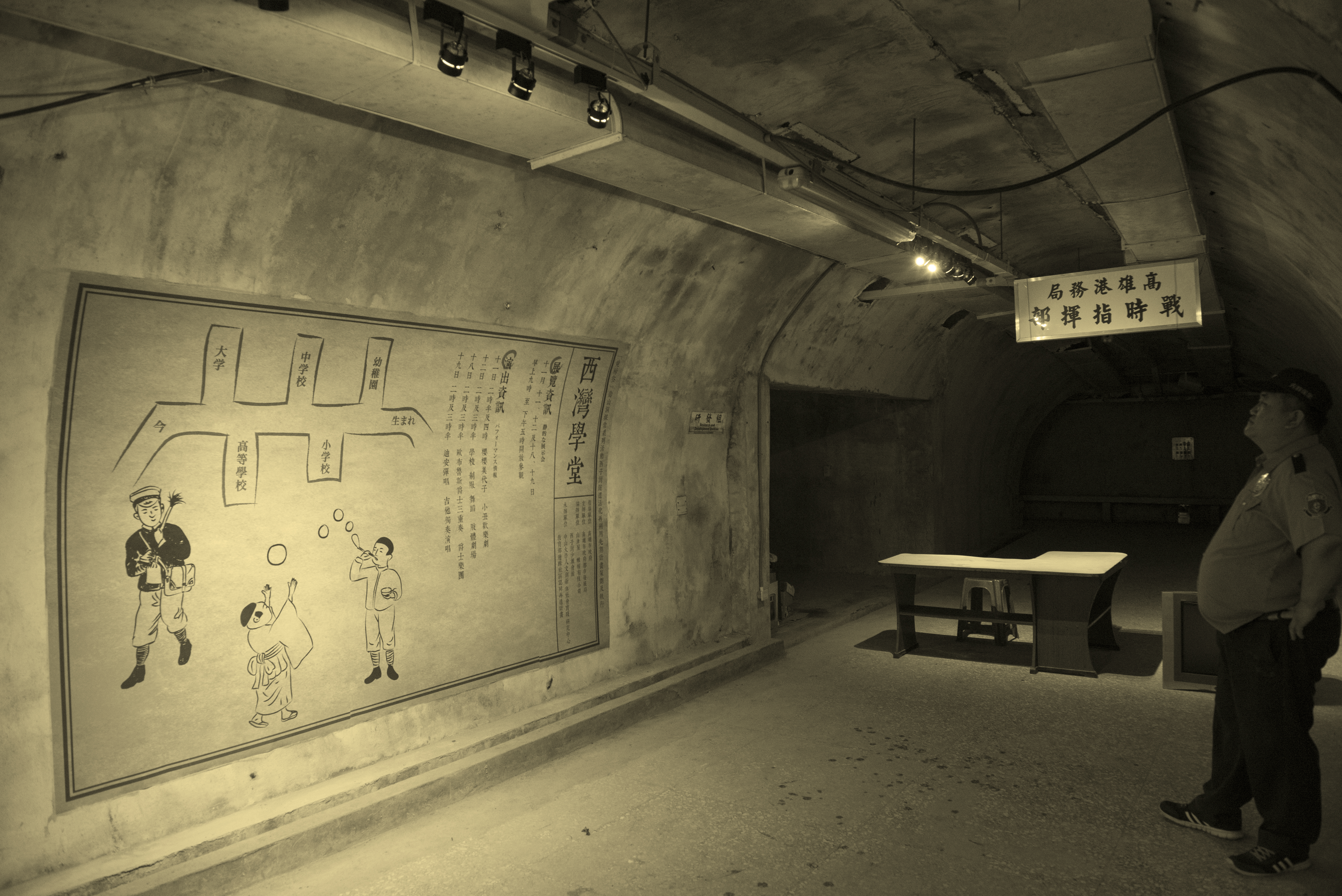
防空壕内部
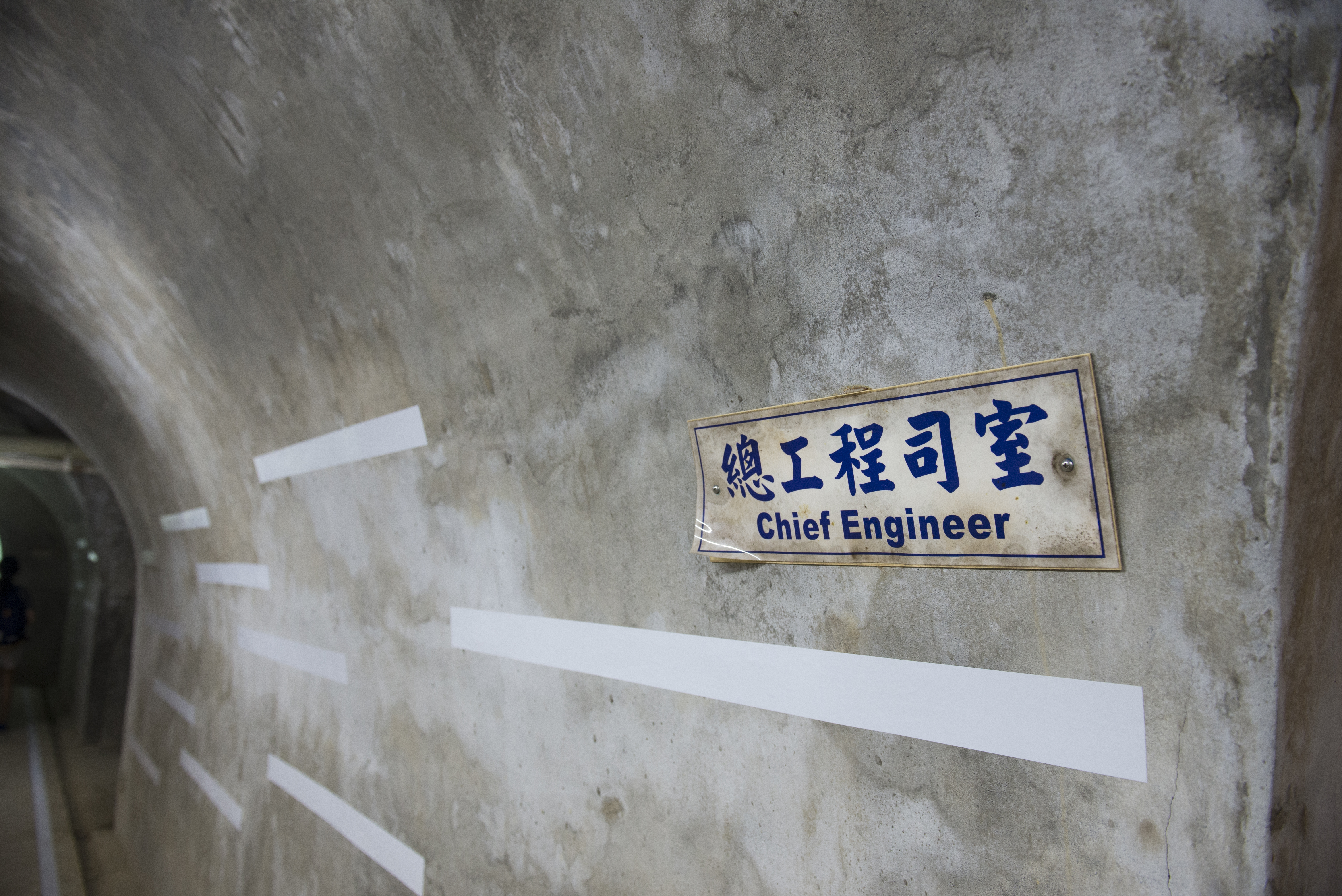
防空壕通路
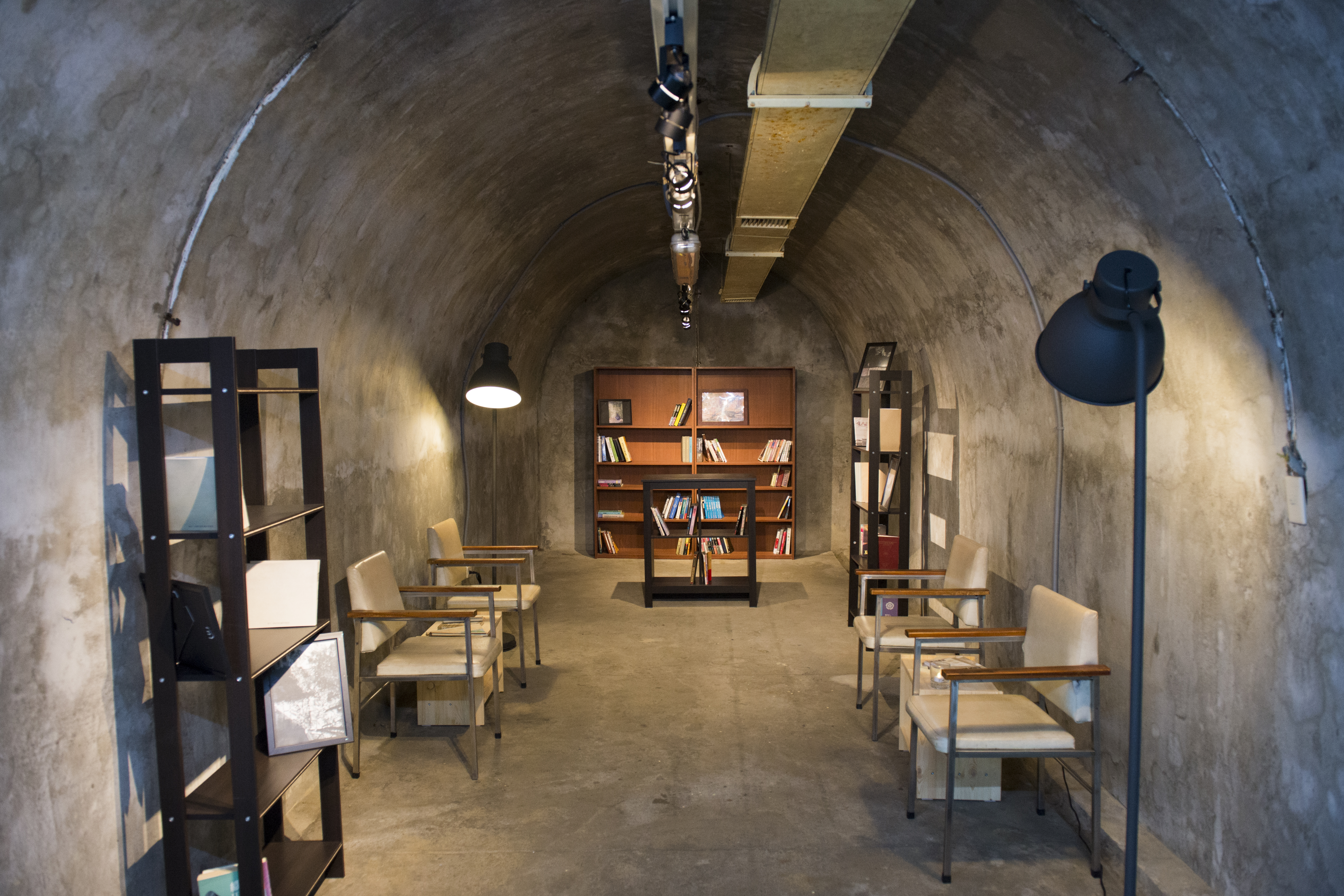
国立中山大学と市政府都発局によるイベントで設置された展示物
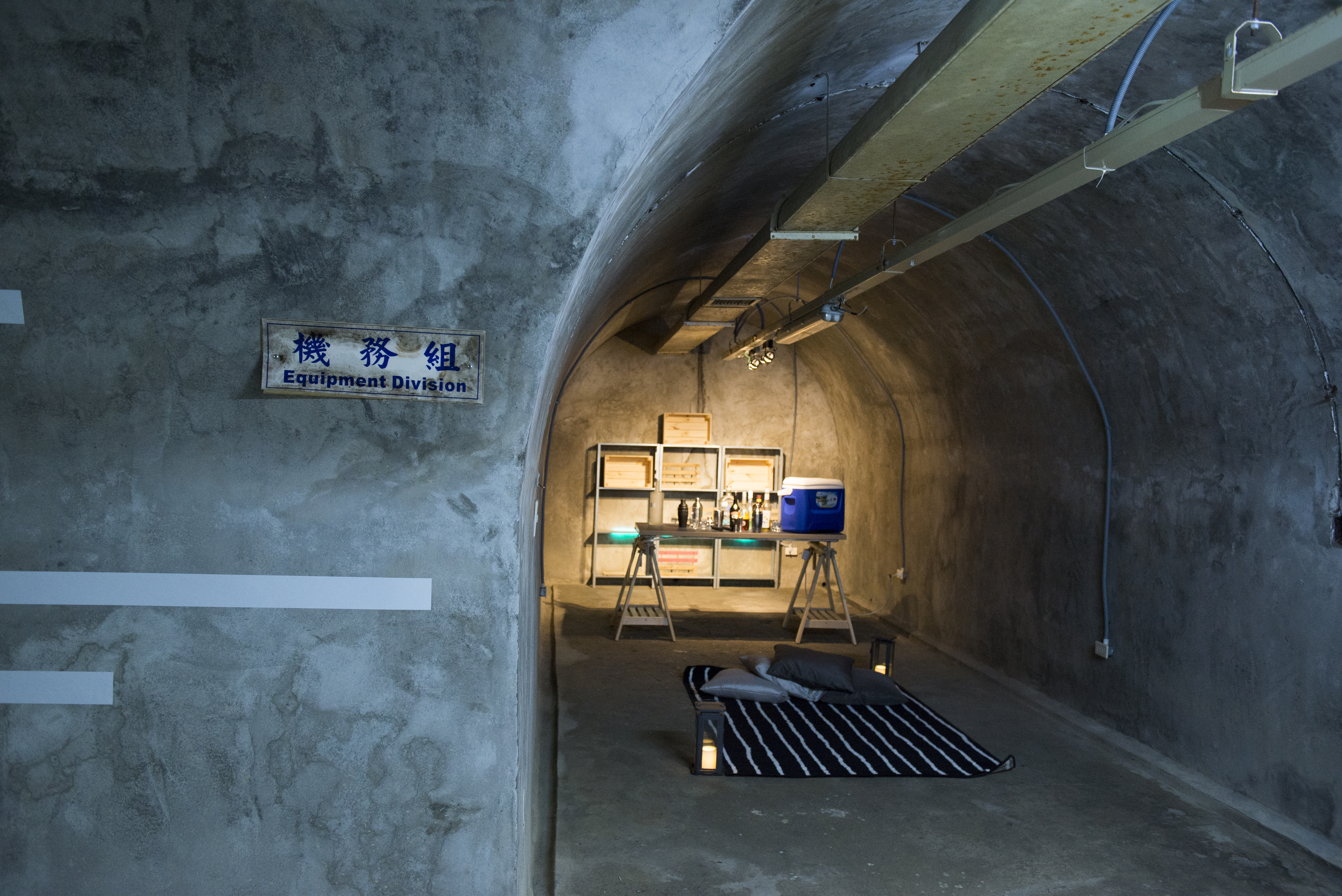
同左
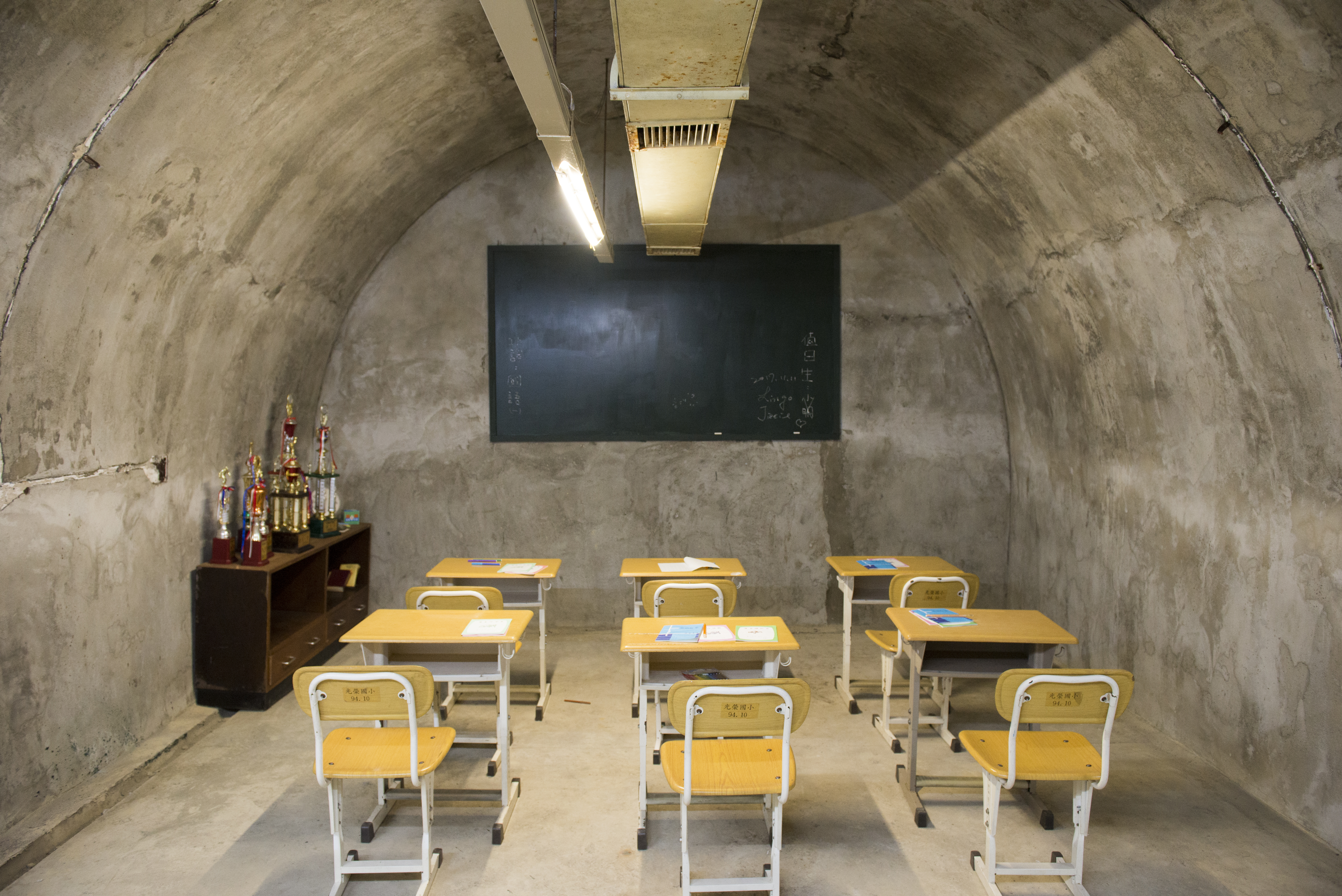
同左

## 交通
- 哈瑪星駅（高雄捷運橘線・環状軽軌）から西に徒歩約10分
- 旗津フェリー鼓山フェリーポートから北に徒歩約10分